# 王秀峰 (1962年)
王秀峰（1962年11月—），汉族，河北张北人，中國人民解放軍少將，中国共产党党员。中华人民共和国政治人物、第十三届全国人民代表大会代表。2016年在中央军委联合参谋部情报局担任副局长，2018年5月出任青海省军区政委。
2018年，被选为全国人大代表。